# مسجد ظاهر بیبرس

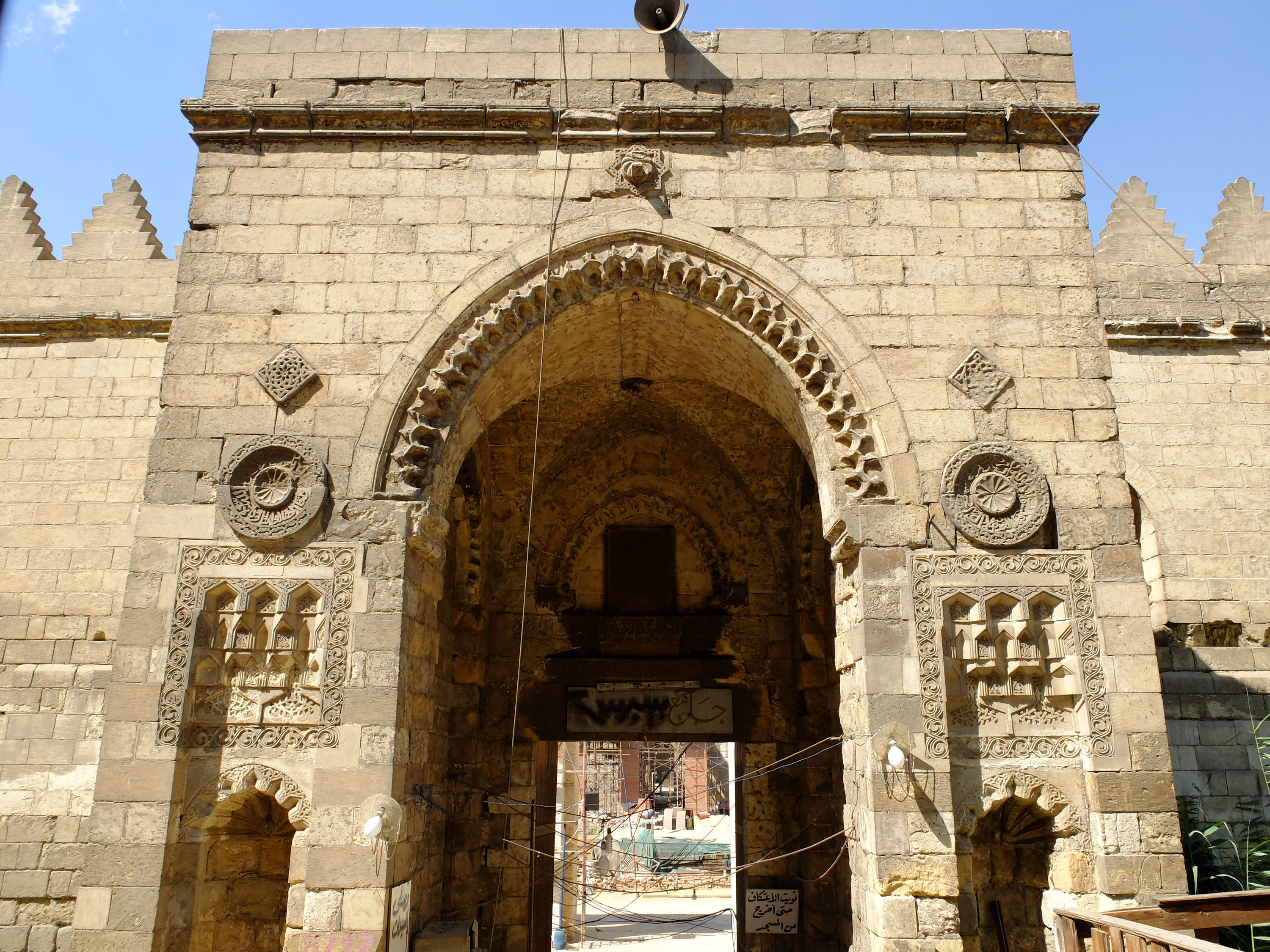

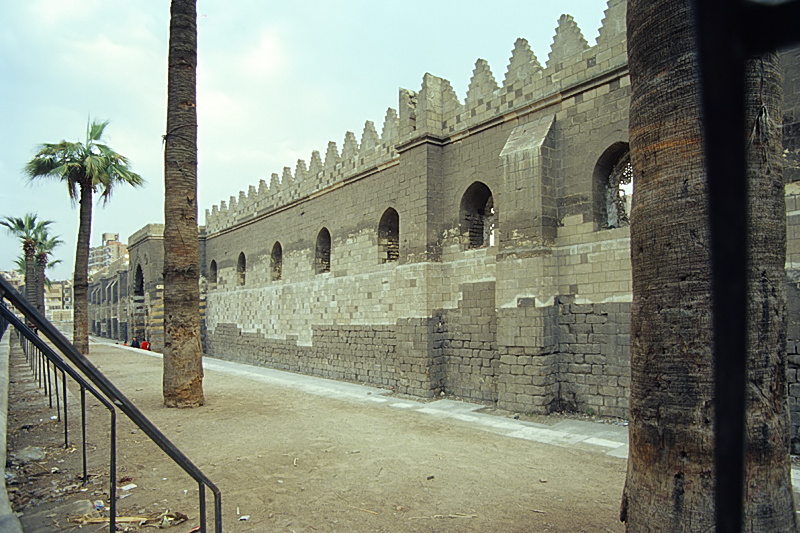
270 × 270px

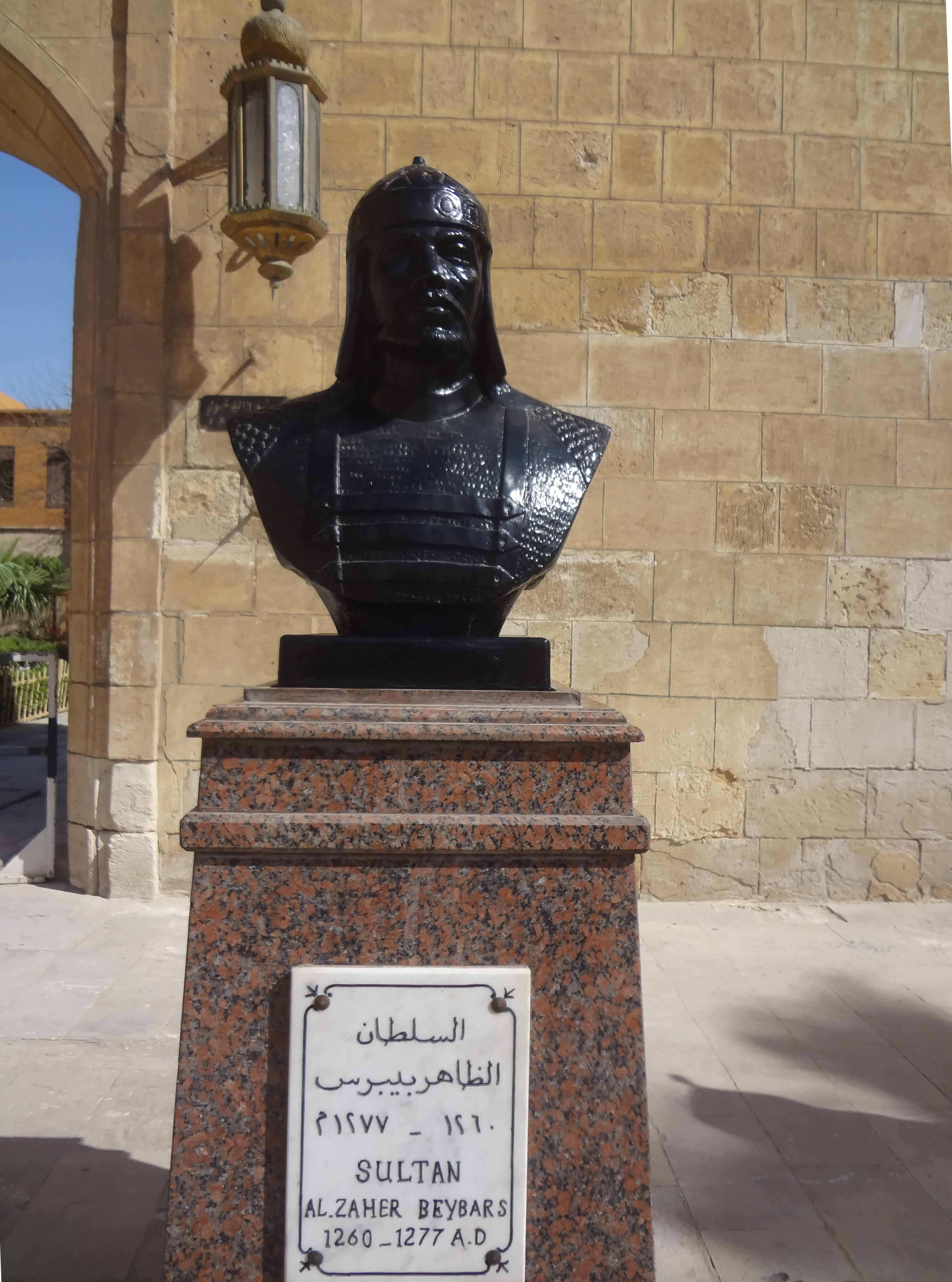
تندیس بَیبَرس در موزه نظامی مصر، قاهره

مسجد ظاهر بَیبَرس (یا کوتاه: مسجد ظاهر) اولین مسجد بازمانده از ممالیک بحری است که سلسله‌ای ترک‌تبار بودند که از 1250 تا 1382 میلادی بر مصر حکومت می کردند. سلطان ظاهر بیبرس بنقداری اول در زمان اتابگ فارس الدین اقطایی و وزیر بها الدین علی بن حنا از سال 1266 تا 1269 میلادی آن را ساخت.

## تاریخ

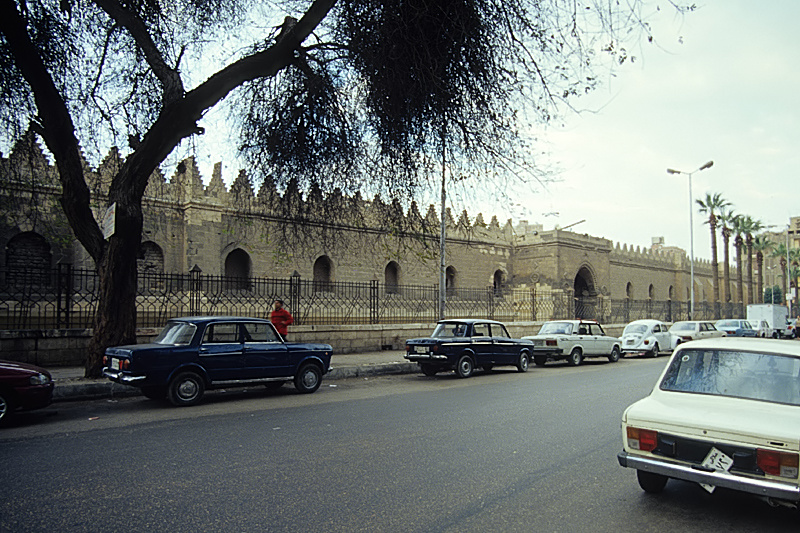
270 × 270px

مسجد بیبرس اولین مسجد جماعتی بود که در قاهره پس از شکستن انحصار شافعی در فقه ساخته شد و نماز جمعه را در یک مکان متمرکز می کرد.
اگر چه این مسجد در وضعیت نا مطلوبی قرار دارد،  ظاهر باشکوهی را که در ابتدا داشته، نشان می دهد.
سلطان الظاهر بیبرس در سال ۶۶۵ قمری در محله حسینیه قاهره در میدان بازیگاه کُره خود، ایدهٔ ساخت این مسجد را یافت. در سال ۶۶۷ ساخت آن پایان یافت. به‌هنگام حضور فرانسوی‌ها در مصر، مسجد به قلعه‌ای دگرگون شد. در عصر محمدعلی، به اردوگاه تکرونی‌های سنگالی؛ سپس به کارخانه صابون‌سازی؛ کشتارگاه در عصر انگلیسی‌ها، تا اینکه در ۱۸۹۳، کمیسیون حفظ یادگارهای کهن عربی، این مسجد را بازسازی کرد و کاربری اصلی آن را بازگرداند.

## سبک معماری
مسجد در خارج دروازه های شمال غربی شهر فاطمی و در حومه شمالی دیوار های شهر فاطمی در مرکز میدان الظهیر مدرن قرار دارد .در آن زمان زمین چوگانی با فضای سبز و مشرف به خندق محله‌‌‌‌‌‌‌‌‌‌‌ای شیبدار که اکنون به زبان عامیانه الدحیل گفته میشود احاطه شده است . ابعاد داخلی بنا حدود ۱۰۰ متر مربع است.سه ورودی در دیوارهای شمال شرقی،شمال غربی و جنوب غربی به فضای داخلی بنا دسترسی دارند.
ورودی آن توده‌ای است که از دیوار‌های مسجد بیرون زده است به طوریکه ابعاد آن ۸.۸۶ متر در ۱۱.۳۳ است .در مرکز ورودی دربی به بزرگی ۳.۹۵ متر وجود دارد که با طاقی سنگی روی آن تاجگذاری شده است .
سبک ساختاری مسجد سنتی است به طوریکه دارای یک صحن روباز به ابعاد ۶۰ در ۷۰ متر است و  ۴ جهت آن توسط رواق هایی با شبستان هایی که دارای سقف هایی چوبی مسطح و قبه‌ای که آن ها را  سرپوشانده اند ، احاطه شده است .

## اهمیت معماری
مسجدظاهر بیبرس از نظر نقشه کلی‌،تناسبات،برجستگی درگاه‌ها،سنگرهای گوشه‌ای،سیستم‌های پشتیبانی و نمای بیرونی مشابه مسجد الحکیم بی امر الله است که در حدود دو قرن و نیم پیش از آن ساخته شده است .
درب اصلی مسجد را طاقچه‌‌هایی قوسی با اشکال دندانه لوزی تزئین کرده اند و در دو طرف درب دو ستون مرمری وجود داشتند که مفقود شده اند . دو طرف جای ستون های مفقود شده طاقچه‌ها ، مقرنس کاری شده اند به خصوص در دو طرف درب ورودی دو طاقچهٔ ۳ گوش مقرنس‌کاری شده ، وجود دارد . این طاقچه‌ها با کلمهٔ (الله) به همراه گل و بوته های گچبری شدهٔ ستاره‌ای در فوقانی ترین قسمت سردر ، تزئینات این مسجد را تکمیل میکنند.
راهرو‌های متصل به درب اصلی و درب دیگر مسجد (باب الفتوح) دارای ارتفاع کمی می باشند . مناره‌ای مستطیل شکل در گذشته بالای این درب وجود داشت . در اضلاع شمال شرقی و جنوب غربی ، دو درب دیگر وجود دارند که راهروهای آن‌ها را قوس‌های ضربدری تشکیل می‌دهند .
گنبدی ۹ قسمتی در بالای محراب وجود دارد که ریشهٔ آن به معماری سلجوقی در ایران باز می‌گردد و به احتمال زیاد از طریق آناتولی به مصر منتقل گردیده است .
از دیگر ویژگی‌های جالب مسجد ظاهر تزئینات سنگی روشن متناوب آن است که به اصطلاح به آن (ابلق) می‌گویند و می‌توان آن را در یکی از ورودی ها مشاهده کرد . به گفته کروسل بعدها به صورت یک اِلِمان معماری در بناهای قاهره مورد استفاده قرار می‌گرفت .
پنجره ها نیز توسط شبکه‌های گچبری با قوس‌های جناغی و اشکال کنده‌کاری به شیوهٔ عربی تزئین شده است .

## سازه و مصالح
سلطان ظاهر پس از لشکر‌کشی اش به شام و تسخیر شهر یافا به نشانهٔ پیروزی مصالح ساختمانی از قبیل سنگ‌های مرمر و الوارهایی که از تخریب قلعهٔ صلیبیون به دست آورده بود را در ساخت محراب ، مقصوره و قبه مسجد ظاهر استفاده کرد .

مسجد از نظر سازه‌ای آزاد است و دیوارهای عظیم آن توسط تکیه‌گاه‌هایی پشتیبانی می‌شوند به طوریکه دیوار های شمال شرقی و جنوب غربی ۸ ستون از خارج آن‌ها را تقویت میکنند . و پنجره‌هایی با قوس جناغی که دارای شبکه‌های گچی و مزغل‌های پلّه‌دار هستند دیوارهای بیرونی آن را تشکیل داده اند .ورودی مسجد هم همانطور که پیش تر در بالا به آن اشاره شد مقابل محراب در وسط ضلع شمال غربی به پهنای ۱۱.۸۳ متر به شکل مکعبی از دیوار بیرون زده است .

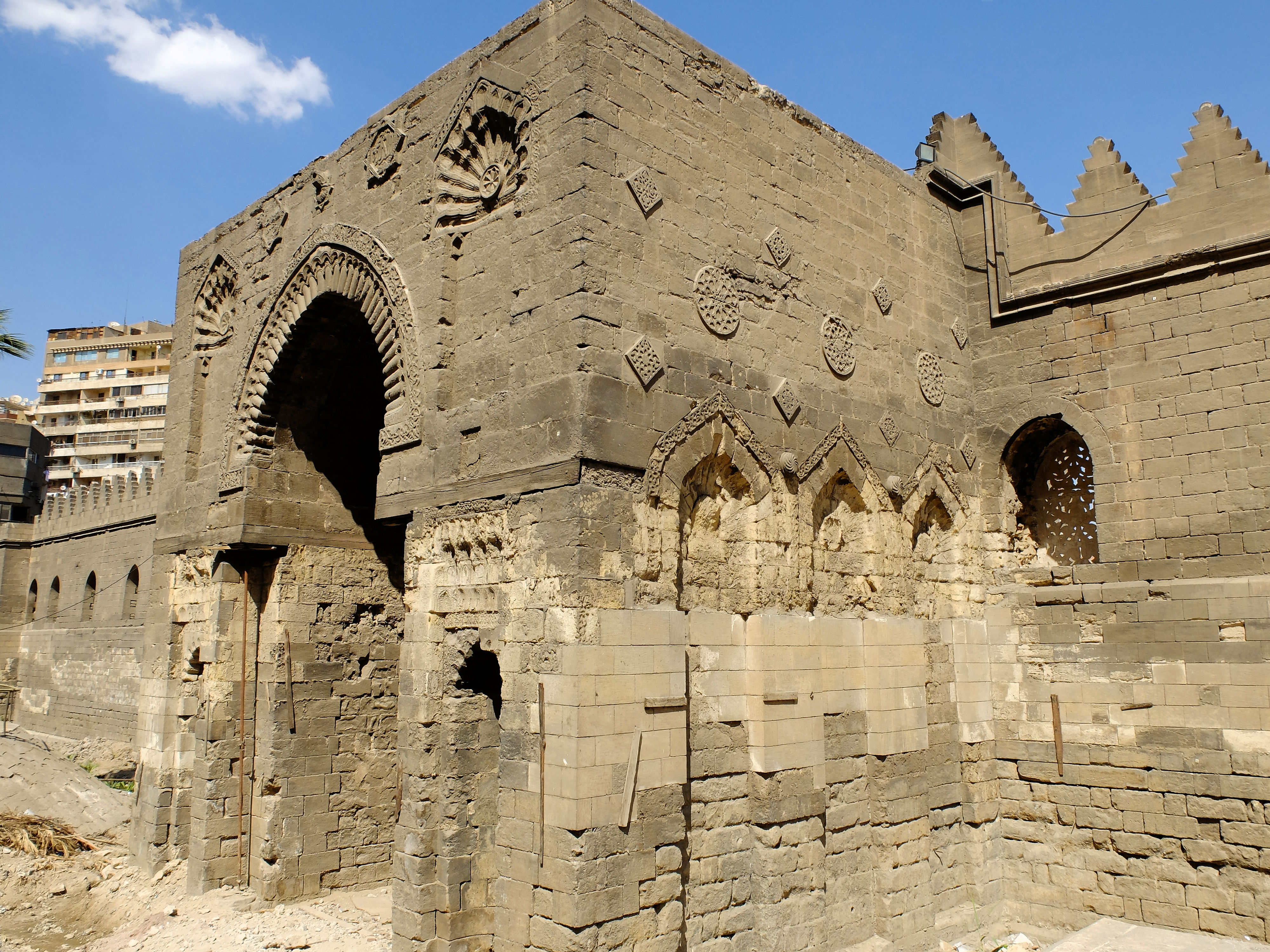

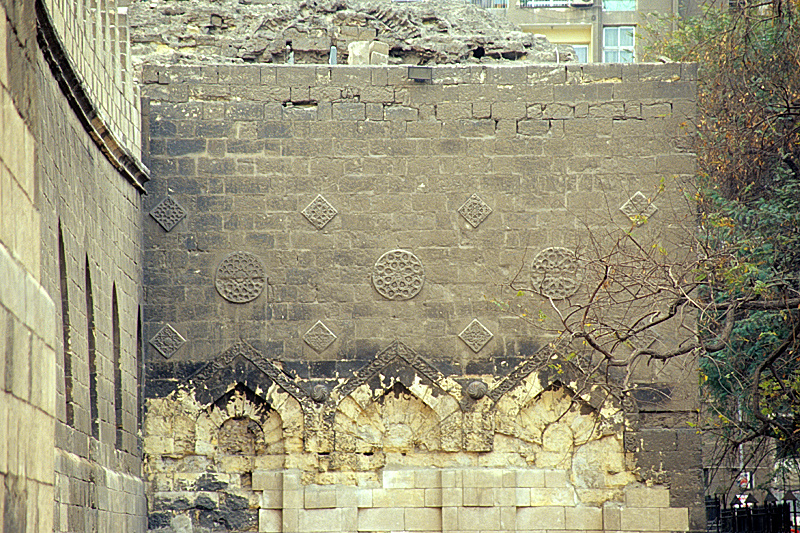

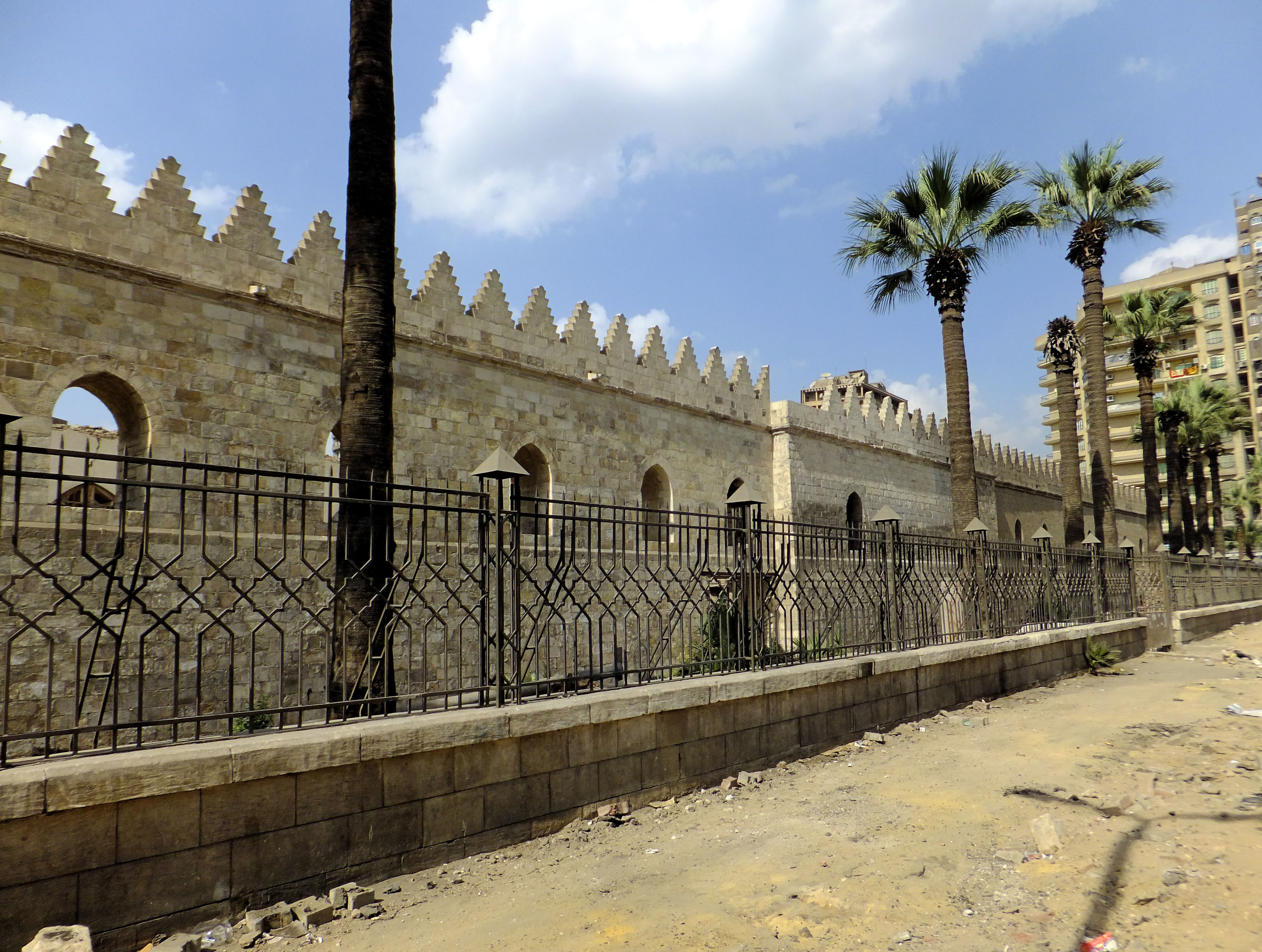

در ۴ گوشهٔ مسجد برجستگی‌هایی مانند برج از دیوارهای آن بیرون زده است به طوریکه دو برج دیوار قبله مکعبی شکل ، دو برج دیگر به شکل مکعب مستطیل هستند.

## تخریب و تغییرات
مسجد تا اوایل قرن ۱۰ مورد سو‌ء استفاده قرار گرفته بود و متحمل ویرانی‌های زیادی شده بود . بعد از لشکرکشی‌های ناپلئون به مصر و اشغال فرانسویان مصالح فروریختهٔ مسجد به فروش گذاشته شد و با اعمال کمی تغییرات مسجد را به قلعه‌ای به نام سولکووسکی تبدیل کردند . در زمان محمد علی پاشا ، این مسجد به اردوگاه سربازی و کارخانه صابون سازی تغییر کاربری داد و در سال ۱۲۳۱ ستون‌های مرمری و سنگ‌های آن در ساخت رواق شراقوت جامع الازهر و قصر النیل به کار برده شد . در دورهٔ اشغال انگلیسی‌ها بعد از سال ۱۲۹۹ مسجد به عنوان نانوا و کشتارگاه به کار گرفته شد به طوریکه مردم به میدان اطراف مسجد و خود مسجد کشتارگاه انگلیسی‌ها نام نهاده بودند.

## بازسازی
سرانجام مسجد پس از تحمل بیش از ۷ قرن ویرانی به اصالت خود بازگشت به طوریکه در سال ۱۳۳۳ از حالت کشتارگاه در آمد و در سال ۱۳۳۶ مؤسسه آثار تاریخی مصر آن را در اختیار گرفت و آن را دوباره به مسجد تبدیل کرد. در سال‌های اخیر نیز شهرداری میدان الظاهر را مورد مرمت و بازسازی قرار داد و نه تنها میدان بلکه خود مسجد را نیز به ظاهر باشکوه و زیبایی که قبلا داشت برگرداند .